# HOKUO (製パン)
株式会社HOKUO（ホクオウ）は、北海道札幌市西区に本社を置く日本の製パン企業。経営破綻した株式会社北欧の製パン事業を継承し、「HOKUO」の屋号でパン店を運営する。スカンジナビア十字の旗が風にたなびくマークと「HOKUO」のロゴで知られる。
2022年9月29日付で、株式会社北欧STプラン（ホクオウエスティープラン）から、現社名の株式会社HOKUOへ商号変更した。

## 歴史

### 株式会社北欧
株式会社北欧（本社：札幌市西区）は、斎藤武吉と津田彰彦が札幌市北区で1979年に創業。翌1980年に1号店として「北34条店」を開店し、道内の製パン業者ではいち早くチェーン展開した。
1982年に札幌市西区八軒へ本社と工場を移転して「総本店」を開業し、『北海道新聞』が「パン専門店では道内一の規模」と報じた。
1980年代には、南海電気鉄道との合弁会社「北欧フードサービス」、小田急電鉄との業務提携により「北欧トーキョー」を設立するなど、全国各地で関連会社を設立して北海道外へ進出した。
後年に経営方針の対立から、株式会社北欧の設立者の一人である津田彰彦が袂を分かち、1985年に「ボストンベイク」を創業した。

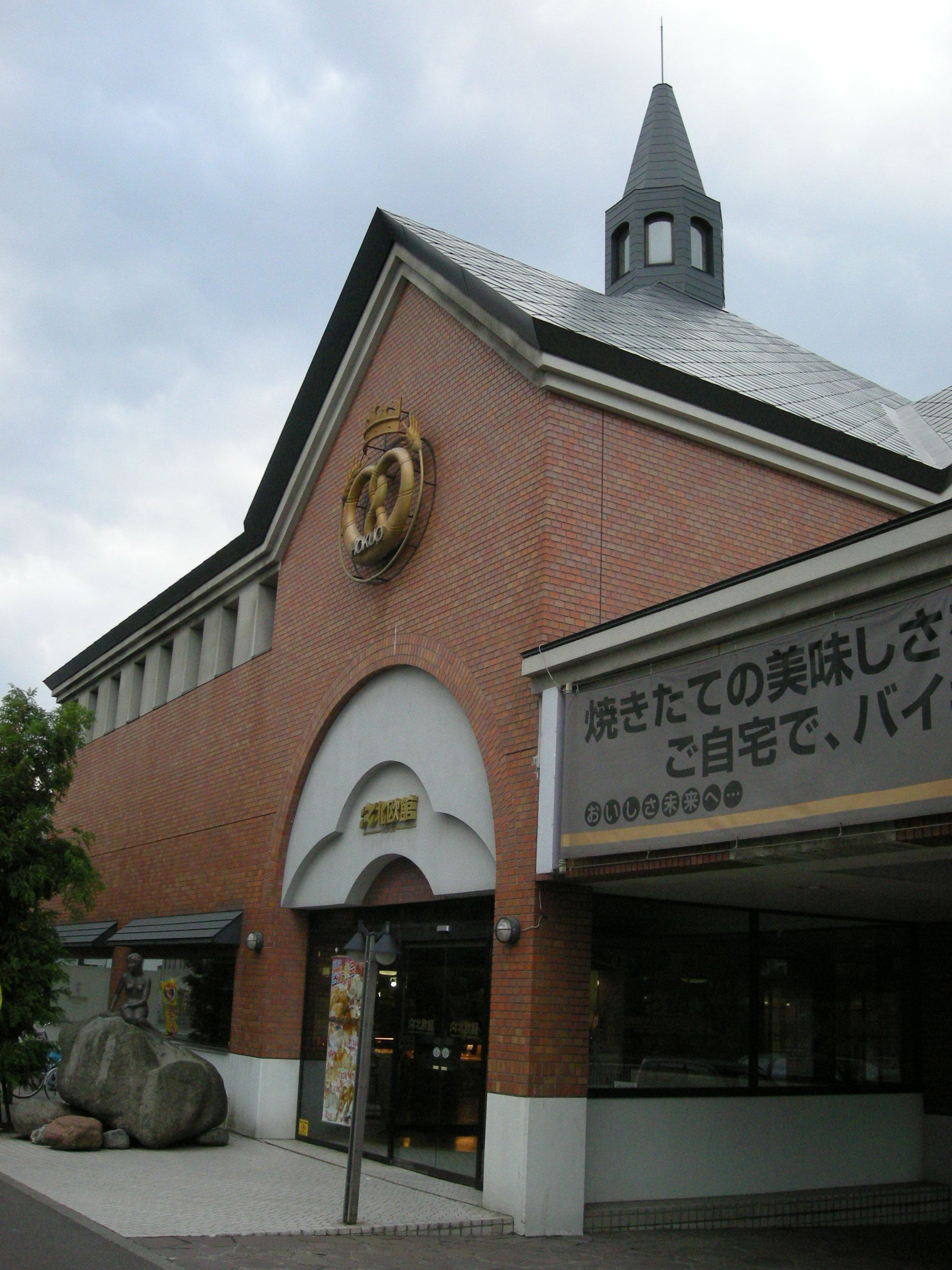
「北欧館」に併設された北欧館パン博物館

バブル景気の波に乗り、1989年に札幌市西区山の手へ本社と工場を移転。1990年には札幌市西区の北5条手稲通沿いにパンの博物館「北欧館パン博物館」を併設した「北欧館」を開店した。しかしバブル崩壊後に「北欧館」などの過大投資がたたり、株式会社北欧は経営破綻、実質的に整理回収機構 (RCC) が管理することとなった。
その後も「北欧」ブランドは継続したが、創業者と長男の経営をめぐる確執が続いて経営は混乱した。また関連会社は株式会社北欧が経営破綻すると、北欧フードサービスは合弁を解消して南海電気鉄道の子会社となり、北欧トーキョーは業務提携を解消して小田急電鉄の完全子会社となり、各社独自に「HOKUO」ブランドを維持していた。なお2000年代に入り北欧フードサービスは南海グループを離脱して商号変更し、のちに「HOKUO」ブランドも廃止している（#関連会社を参照）。

### 北欧STプラン→株式会社HOKUO
株式会社北欧STプラン（本社：札幌市西区）は、経営破綻した株式会社北欧の一部事業を承継した企業である。2011年に創業者・斎藤武吉の長男である斎藤豪が経営を引き継ぎ、別会社「北欧STプラン」を設立して「北欧」ブランドを継承した。
2015年3月には、株式会社北欧のパン工場移転新設のため「北欧館パン博物館」を閉鎖した。
株式会社北欧の本社工場「北欧館」は、同2015年に整理回収機構が競売に付したものの、「北欧館」の建物は株式会社北欧が所有していたが、土地は根室市の会社が所有していた。競売で建物を入手しても土地所有者の許可がなければ新しい建物を建設できず、競売は成立しなかった。土地所有者は株式会社北欧に対し、建物取り壊しの裁判を提訴して判決を得たが、経営破綻した北欧は建物解体の資金すらなく、土地所有者が「北欧館」の施設を解体した。
「北欧館」の跡地は2017年に「スシロー札幌山の手店」が開店した。
北欧STプランは、当初は札幌市内の店舗内のみで製造し、パン業界の競争激化や高額な家賃負担により経営規模を縮小した。一時は札幌市東区にパン専用工場を建設して製造量を増加させ、2019年11月にMEGAドン・キホーテ苫小牧店を出店して札幌市外へ再出店し、既存4店舗に加えて2店舗の開店を計画する拡大策も検討されたが、苫小牧と北36条店は閉店した。
新型コロナウイルス感染症の流行による減収のため、2020年5月30日にはJR手稲店（手稲駅構内）を閉店、最後の店舗となったアピア店も契約満了により2022年3月22日に閉店。
当初はアピア店閉店をもって廃業を予定していたものの、閉店決定後に来店客から寄せられた応援の声もあり、経営体制を見直した上での再開を目指すとして、再開業する方向に転換した。会社継承後の創業者との資金を巡っての確執もあり、新ブランドでの再開案もあったものの「HOKUO」ブランドを継続することに決定した。クラウドファンディングによる資金調達も行い、同2022年6月30日に札幌市西区琴似での再開業に至った。
2022年9月29日、株式会社HOKUOに商号変更するとともに、札幌市西区内で本社を移転した。

## 沿革
- 1979年（昭和54年）：札幌市北区で会社設立し、パンの製造販売開始[1]。
- 1980年（昭和55年）：1号店として「北34条店」をオープン[1]。
- 1982年（昭和57年）
  - 新潟県長岡市に関連会社として有限会社マルシャン北欧を設立[1]。
  - 栃木県足利市に関連会社として株式会社北欧を設立[1]。
  - 福岡市に「九州北欧」設立[1]。
  - 12月11日：西区八軒に本社・工場移転、北欧「総本店」を開店[1][4]。
- 1983年（昭和58年）：名古屋市に関連会社として、株式会社北欧中部を設立[1]。
- 1985年（昭和60年）：大阪市に南海電気鉄道・立花給食との合弁会社「北欧フードサービス」を設立[1]（現：アルヘイムフードサービス）。
- 1988年（昭和63年）
  - 8月：総本店の工場で火災発生[16]。
  - 12月21日 - 小田急電鉄との業務提携により「北欧トーキョー」を設立[5]。
- 1989年（平成元年）：西区山の手に本社・工場を移転[1]。
- 1990年（平成2年）：博物館「北欧館パン博物館」を併設した本社工場「北欧館」を開業[1][17]。
- 2009年（平成21年）：宅配部門が独立し「北欧SSプラン」設立。
- 2015年（平成27年）
  - 本社工場「北欧館」が競売にかけられる（不成立）[6]。
  - 創業者の長男が別会社を設立し「北欧」ブランドを継承[6]。本店を札幌市中央区とする。
- 2016年（平成28年）：「北欧館」が土地所有者の根室市の会社により解体される[6]。
- 2017年（平成29年）：岩見沢店閉店、札幌市外から撤退。本店を現在の所在地へ移転。
- 2019年（令和元年）11月：MEGAドン・キホーテ苫小牧店開店、一時的に札幌市外に再進出。
- 2020年（令和2年）5月30日：新型コロナウイルス感染症の流行による減収のため、JR手稲店を閉店[13]。
- 2022年（令和4年）
  - 3月22日：アピア店閉店をもって一時全店閉店[14]。
  - 6月30日：「手作りパン専門店HOKUO」として札幌市西区琴似にて再開業[7]。
  - 9月29日：株式会社HOKUOへ商号変更[3]。本社を札幌市西区内で移転[3]。
- 2024年（令和6年）
  - 2月6日：イオン静内店内に静内店をオープン。

## 事業所・店舗
- 本社・本店 - 札幌市西区琴似1条6丁目4-1 グランウェルネス琴似駅前1階[3]
  - 2022年9月29日、札幌市西区西野8条2丁目11-16から移転[3]。
- 静内店 - 日高郡新ひだか町静内末広町2-1 イオン静内店1F

### 過去に存在した店舗

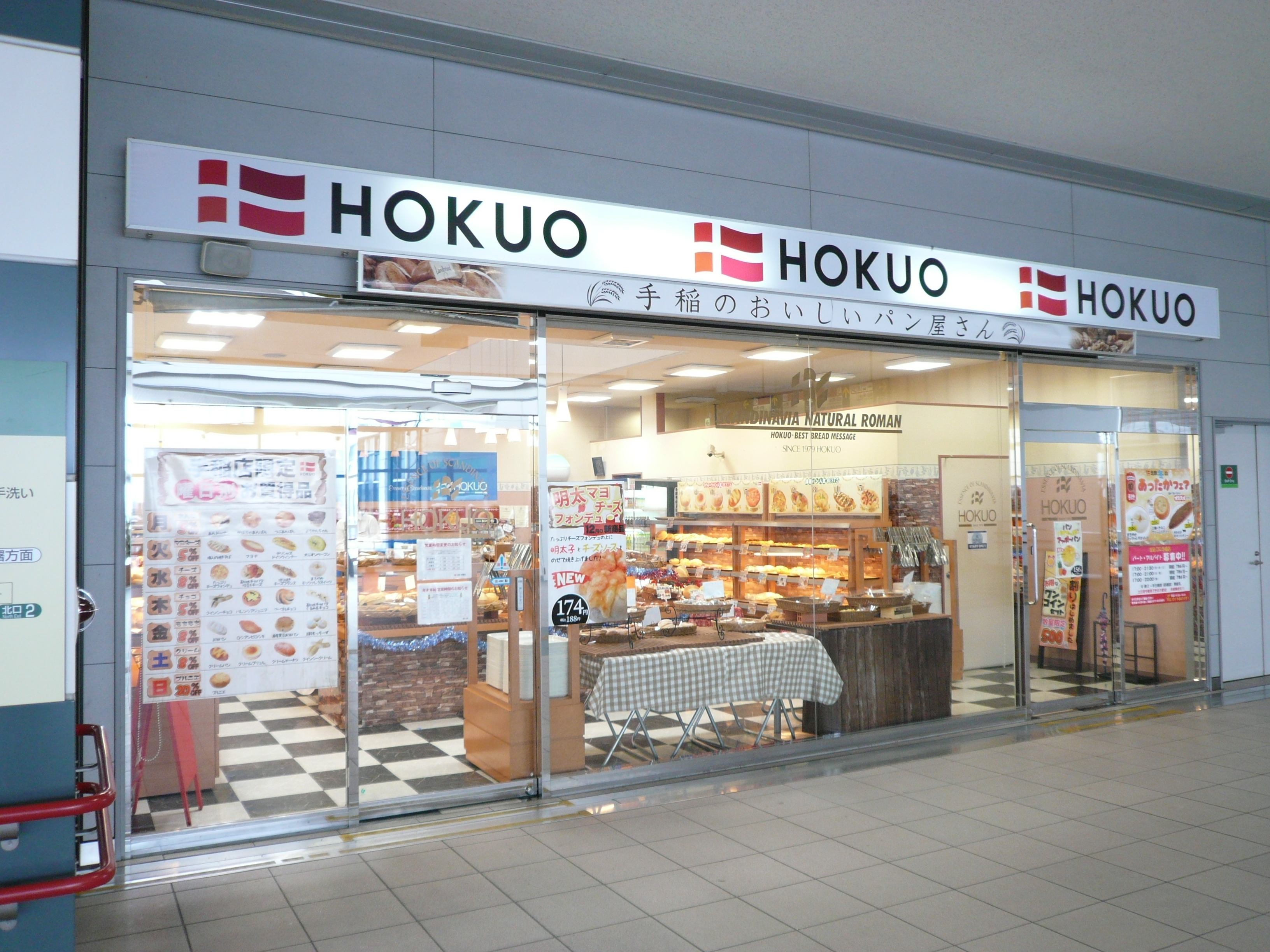
2020年5月末で閉店したJR手稲店（2016年12月）

#### 札幌市内
- 北24条店（北区）[1][18]
- 地下鉄澄川店（南区）[1]
- 地下鉄琴似店（西区）[1]
- JR発寒中央店（西区）[1]
- FC環状通東店（東区）[1]
- 地下鉄円山店（中央区）[1][19]
- 福住店（豊平区）[1][20]
- 月寒中央店（豊平区）
- 地下鉄白石店（白石区）[1][21]
- 地下鉄真駒内店（南区）[1][22]
- 本社工場店舗「北欧館」（西区）[23] - 1990年開業、2015年閉店
- 地下街ポールタウン店（中央区 さっぽろ地下街ポールタウン内）[24] - 1989年2月開業、2019年1月31日閉店[1][2]
  - 新札幌DUO店（厚別区 新さっぽろアークシティ デュオ内） - 1994年6月開業、2019年7月1日閉店[1][25][26]
- 北36条店（北区）[27][13][28]
- JR手稲店（手稲区、手稲駅構内）[29] - 1987年6月開業[1][13]、2020年5月30日閉店[13]
- アピア店（中央区、アピア内）- 1999年10月開業[1]、2022年3月22日閉店[30]

#### 札幌市外
- 岩見沢店（岩見沢市、岩見沢駅構内） - 1987年6月開業、2017年10月31日閉店[1][31]。
- MEGAドン・キホーテ苫小牧店（苫小牧市）- 2019年11月1日開業[12][13]

## 関連会社
- 北欧SSプラン - 2009年、宅配部門を分社化して独立。北海道、東北地方を中心に宅配事業を展開。詳細は当該記事を参照。

### 過去の関連会社
いずれも株式会社北欧時代に設立された関連会社（設立年順）。
- 有限会社マルシャン北欧 - 1982年設立。新潟県長岡市[1]。
- 北欧株式会社 - 1982年設立。栃木県足利市[1]。
- 株式会社九州北欧 - 1982年設立。福岡市[1]。
- 株式会社北欧中部 - 1983年設立。名古屋市[1]。
- 北欧フードサービス株式会社[1] - 1985年、南海電気鉄道との合弁会社として設立、「HOKUO」ブランドで大阪府・兵庫県で営業。本社は大阪市住之江区。株式会社北欧の経営破綻により合弁契約を解消、南海電気鉄道の子会社となる。詳細はアルヘイムフードサービスを参照。
- 株式会社北欧トーキョー[1] - 1988年、小田急電鉄との業務提携により設立[5]、「HOKUO」ブランドで首都圏で営業[32]。東京都で設立後、神奈川県へ本社移転[5]。株式会社北欧の経営破綻により業務提携を解消、小田急電鉄の100%子会社となる。詳細は北欧トーキョーを参照。